# Terry Cummings
Robert Terrell "Terry" Cummings (Chicago, Illinois, 15 de marzo de 1961) es un exjugador de baloncesto estadounidense que disputó 18 temporadas en la NBA. Con 2,06 metros de altura, jugaba en la posición de alero.
Su hijo T. J. Cummings es también jugador de baloncesto profesional.

## Carrera

### Universidad
Tras graduarse en el Instituto Carver, en Chicago, asistió a la Universidad DePaul durante tres temporadas, promediando 16,4 puntos en 85 partidos.

### Profesional
Fue seleccionado por San Diego Clippers en el Draft de 1982 en la segunda posición y fue nombrado Rookie del Año tras promediar 23.7 puntos por partido y 10.6 rebotes en su primera temporada en la liga.
Cumming jugó en siete diferentes equipos a lo largo de su carrera en la NBA: San Diego Clippers, Milwaukee Bucks, San Antonio Spurs, Seattle SuperSonics, Philadelphia 76ers, New York Knicks y Golden State Warriors.
En 1985 y 1989 fue seleccionado para disputar el All-Star Game. Sus promedios en toda su carrera en la liga han sido de 16.4 puntos por partido y 7.3 rebotes.

## Estadísticas de su carrera en la NBA

### Temporada regular
| Año      | Equipo       | PJ    | PT  | MPP  | %TC  | %3P   | %TL  | RPP  | APP | ROB | TPP | PPP  |
| -------- | ------------ | ----- | --- | ---- | ---- | ----- | ---- | ---- | --- | --- | --- | ---- |
| 1982-83  | San Diego    | 70    | 69  | 36.2 | .523 | .000  | .709 | 10.6 | 2.5 | 1.8 | .9  | 23.7 |
| 1983-84  | San Diego    | 81    | 80  | 35.9 | .494 | .000  | .720 | 9.6  | 1.7 | 1.1 | .7  | 22.9 |
| 1984-85  | Milwaukee    | 79    | 78  | 34.5 | .495 | .000  | .741 | 9.1  | 2.9 | 1.5 | .8  | 23.6 |
| 1985-86  | Milwaukee    | 82    | 82  | 32.5 | .474 | .000  | .656 | 8.5  | 2.4 | 1.5 | .6  | 19.8 |
| 1986-87  | Milwaukee    | 82    | 77  | 33.8 | .511 | .000  | .662 | 8.5  | 2.8 | 1.6 | 1.0 | 20.8 |
| 1987-88  | Milwaukee    | 76    | 76  | 34.6 | .485 | .333  | .665 | 7.3  | 2.4 | 1.0 | .6  | 21.3 |
| 1988-89  | Milwaukee    | 80    | 78  | 35.3 | .467 | .467  | .787 | 8.1  | 2.5 | 1.3 | .9  | 22.9 |
| 1989-90  | San Antonio  | 81    | 78  | 34.8 | .475 | .322  | .780 | 8.4  | 2.7 | 1.4 | .6  | 22.4 |
| 1990-91  | San Antonio  | 67    | 62  | 32.8 | .484 | .212  | .683 | 7.8  | 2.3 | .9  | .4  | 17.6 |
| 1991-92  | San Antonio  | 70    | 67  | 30.7 | .488 | .385  | .711 | 9.0  | 1.5 | .8  | .5  | 17.3 |
| 1992-93  | San Antonio  | 8     | 0   | 9.5  | .379 | –     | .500 | 2.4  | .5  | .1  | .1  | 3.4  |
| 1993-94  | San Antonio  | 59    | 29  | 19.2 | .428 | .000  | .589 | 5.0  | .8  | .5  | .2  | 7.3  |
| 1994-95  | San Antonio  | 76    | 20  | 16.8 | .483 | –     | .585 | 5.0  | .8  | .5  | .3  | 6.8  |
| 1995-96  | Milwaukee    | 81    | 13  | 21.9 | .462 | .143  | .650 | 5.5  | 1.1 | .7  | .4  | 8.0  |
| 1996-97  | Seattle      | 45    | 3   | 18.4 | .486 | .600  | .695 | 4.1  | .9  | .7  | .2  | 8.2  |
| 1997-98  | Philadelphia | 44    | 2   | 14.9 | .458 | .000  | .672 | 3.4  | .5  | .5  | .1  | 5.3  |
| 1997-98  | New York     | 30    | 1   | 17.6 | .477 | –     | .700 | 4.5  | .9  | .5  | .2  | 7.8  |
| 1998-99  | Golden State | 50    | 0   | 20.2 | .439 | 1.000 | .711 | 5.1  | 1.2 | .9  | .2  | 9.1  |
| 1999-00  | Golden State | 22    | 0   | 18.1 | .429 | –     | .821 | 4.9  | 1.0 | .6  | .4  | 8.4  |
| Total    | Total        | 1,183 | 815 | 28.7 | .484 | .295  | .706 | 7.3  | 1.9 | 1.1 | .5  | 16.4 |
| All-Star | All-Star     | 2     | 0   | 17.5 | .423 | –     | .833 | 6.0  | .5  | 1.5 | 1.0 | 13.5 |

### Playoffs
| Año   | Equipo      | PJ  | PT | MPP  | %TC  | %3P  | %TL  | RPP  | APP | ROB | TPP | PPP  |
| ----- | ----------- | --- | -- | ---- | ---- | ---- | ---- | ---- | --- | --- | --- | ---- |
| 1985  | Milwaukee   | 8   | 8  | 38.9 | .577 | .000 | .828 | 8.8  | 2.5 | 1.5 | .9  | 27.5 |
| 1986  | Milwaukee   | 14  | 14 | 36.4 | .514 | –    | .694 | 9.9  | 3.0 | 1.4 | 1.1 | 21.6 |
| 1987  | Milwaukee   | 12  | 10 | 36.9 | .488 | –    | .687 | 7.9  | 2.3 | 1.0 | 1.1 | 22.3 |
| 1988  | Milwaukee   | 5   | 5  | 38.6 | .562 | –    | .659 | 7.8  | 2.6 | 1.8 | .6  | 25.8 |
| 1989  | Milwaukee   | 5   | 4  | 24.8 | .362 | .000 | .875 | 6.6  | 1.4 | .6  | .0  | 12.8 |
| 1990  | San Antonio | 10  | 10 | 37.5 | .528 | .200 | .808 | 9.4  | 2.2 | .7  | .4  | 24.9 |
| 1991  | San Antonio | 4   | 4  | 31.0 | .510 | .000 | .500 | 9.3  | 1.0 | .8  | .5  | 14.8 |
| 1992  | San Antonio | 3   | 3  | 40.7 | .515 | .000 | .500 | 11.3 | 2.3 | 1.3 | 1.3 | 26.0 |
| 1993  | San Antonio | 10  | 0  | 13.8 | .443 | .000 | .625 | 3.9  | .5  | .3  | .1  | 6.7  |
| 1994  | San Antonio | 4   | 1  | 18.0 | .500 | –    | .833 | 6.3  | .5  | 1.3 | .8  | 8.0  |
| 1995  | San Antonio | 15  | 2  | 9.0  | .375 | .000 | .733 | 2.1  | .3  | .3  | .1  | 3.9  |
| 1997  | Seattle     | 12  | 6  | 24.3 | .489 | –    | .667 | 6.0  | 1.2 | .9  | .5  | 8.8  |
| 1998  | New York    | 8   | 1  | 15.0 | .441 | –    | .250 | 4.4  | .6  | .5  | .3  | 4.0  |
| Total | Total       | 110 | 68 | 26.9 | .502 | .091 | .706 | 6.7  | 1.6 | .9  | .6  | 15.1 |